# Chiesa dell'Assunzione di Maria Vergine (Jindřichův Hradec)
La chiesa dell'Assunzione di Maria Vergine (in ceco kostel Nanebevzetí Panny Marie) è l'antica parrocchiale poi sede di prepositura che si trova a Jindřichův Hradec, comune del Distretto di Jindřichův Hradec nella Boemia Meridionale, Repubblica Ceca. La chiesa gotica appartiene alla diocesi di České Budějovice, sede della Chiesa cattolica nella Repubblica Ceca suffraganea dell'arcidiocesi di Praga ed è stata edificata nel XIV secolo.

## Storia

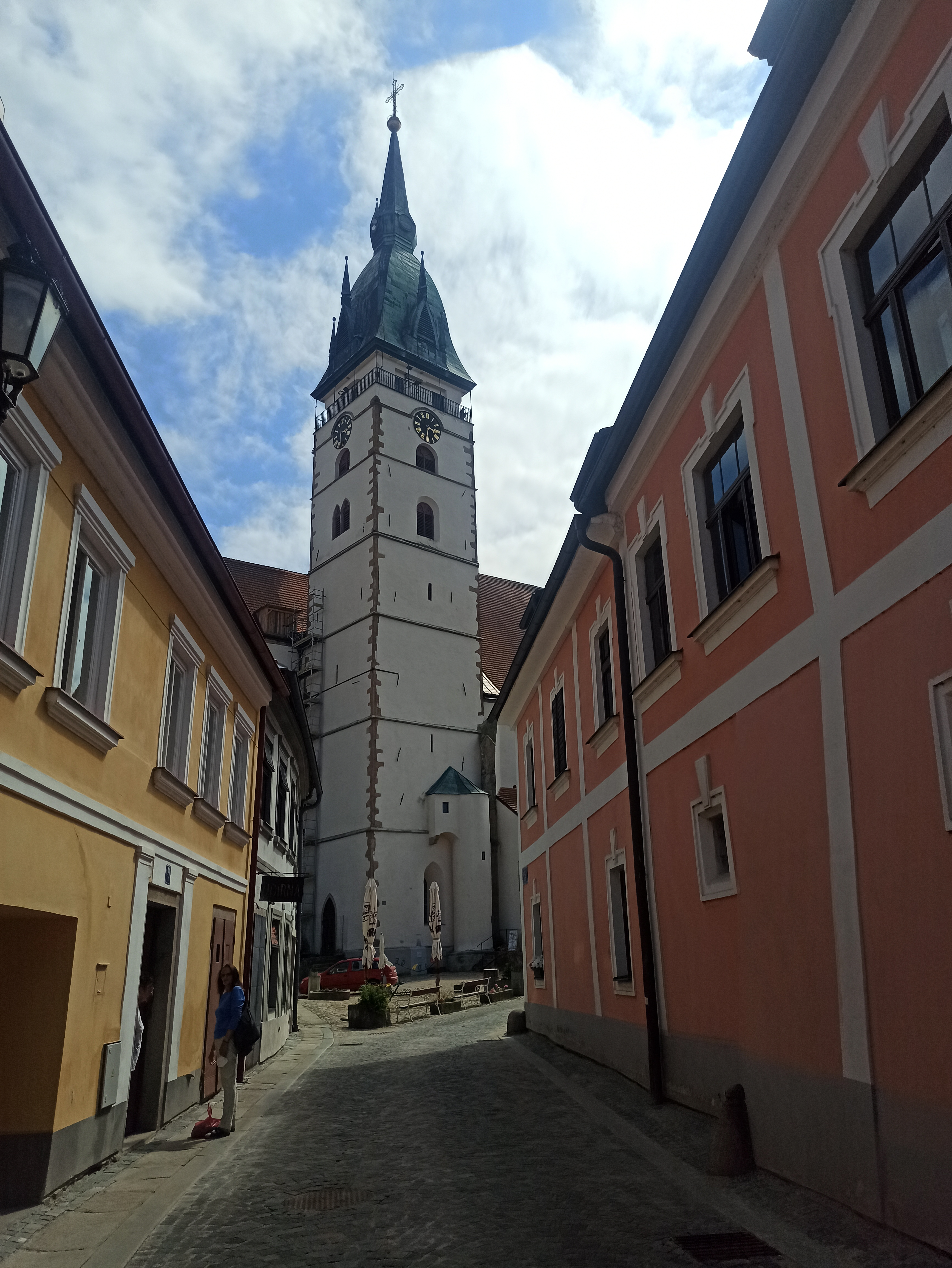
Torre campanaria

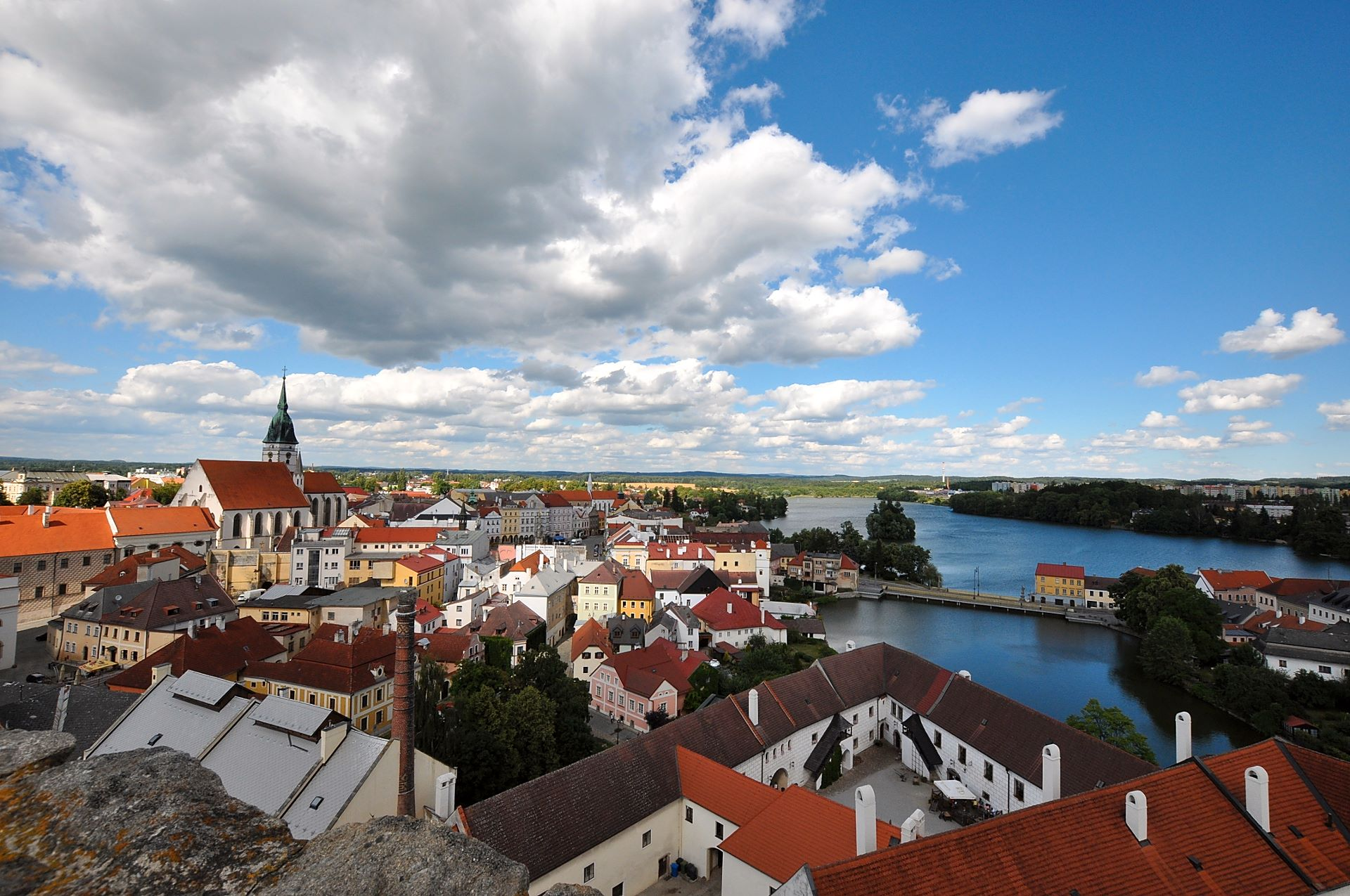
Panorama della città dominato dalla mole della chiesa

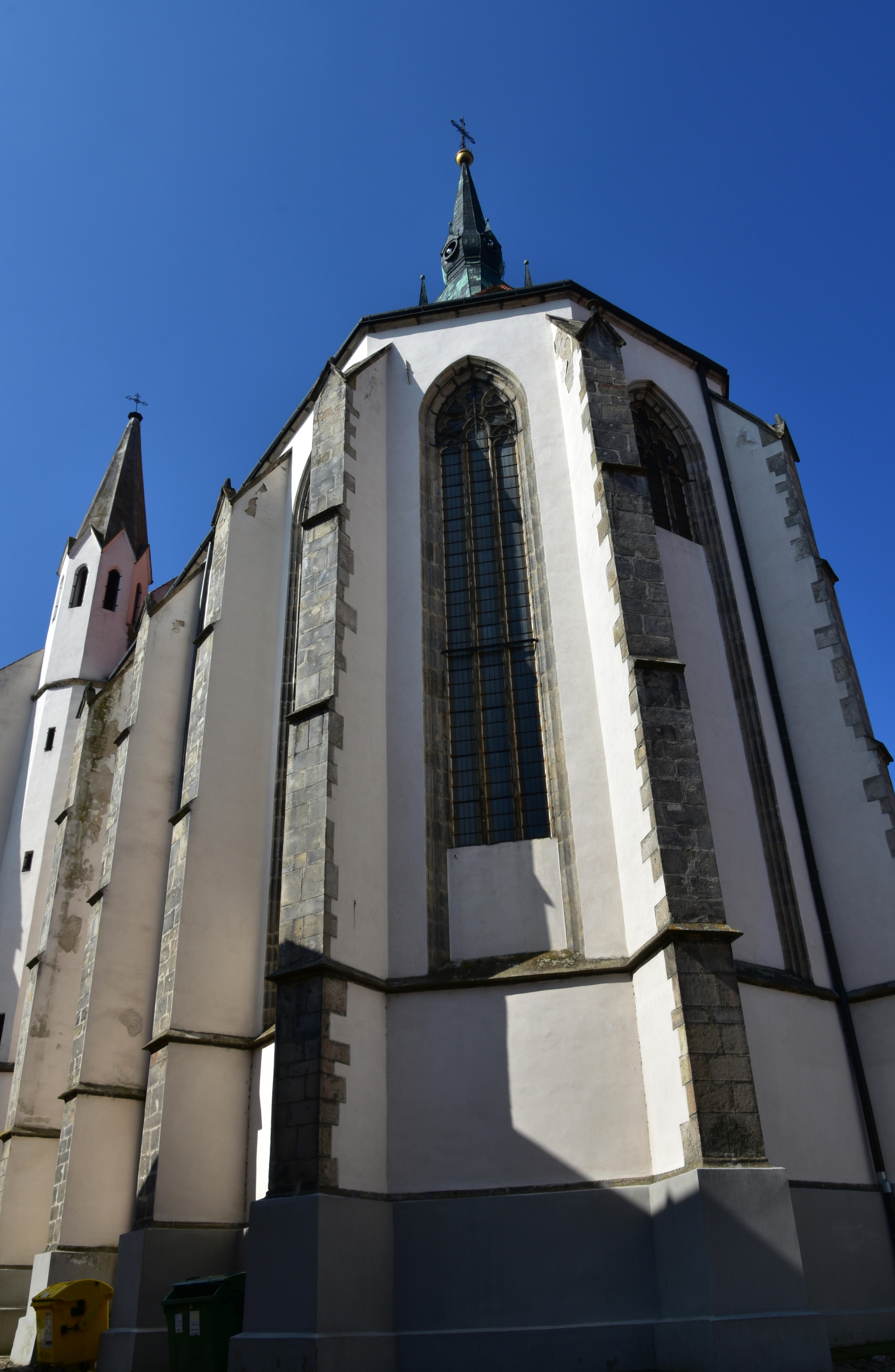
Esterni, parte absidale

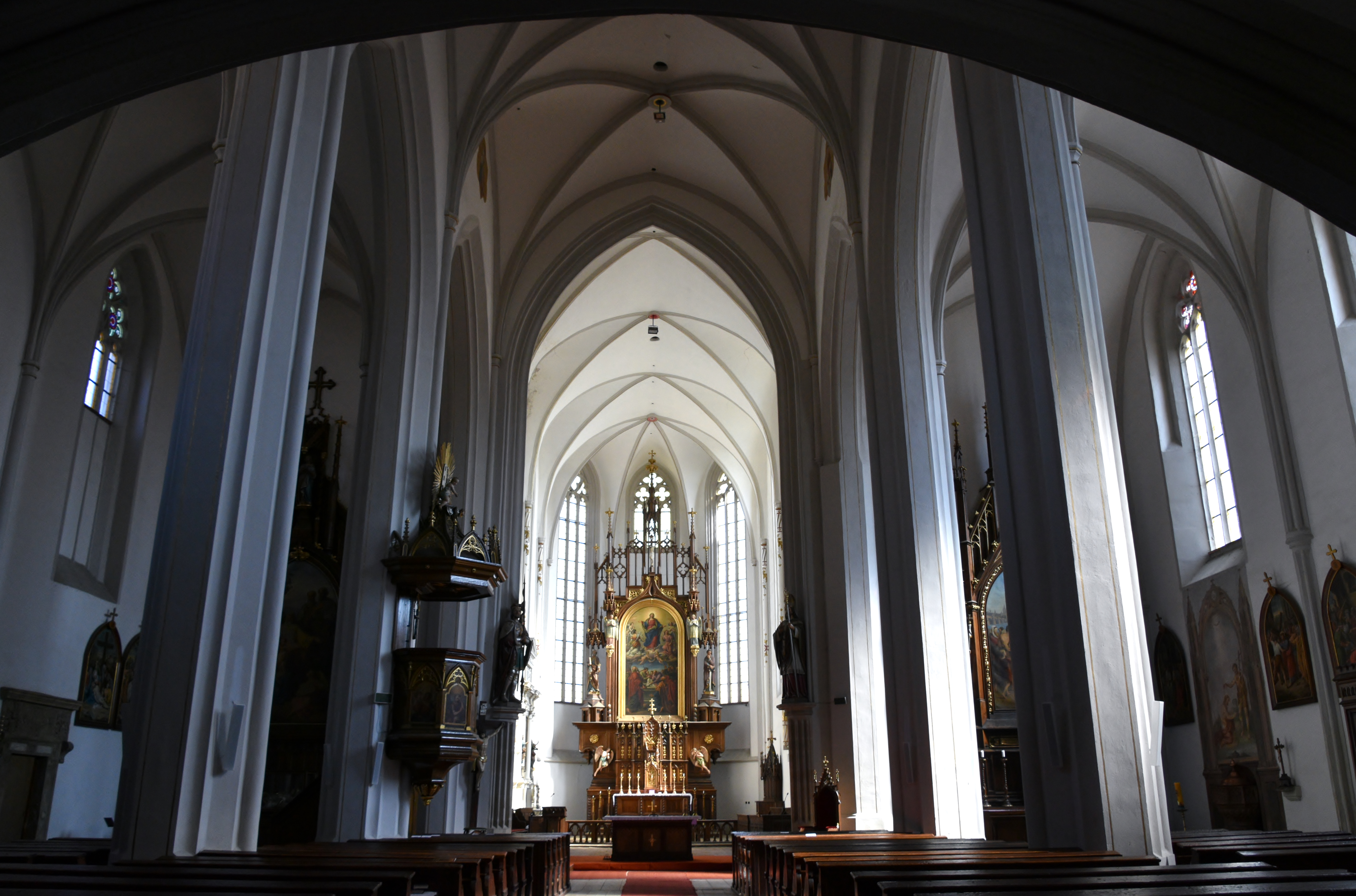
Interno della sala, suddiviso in tre navate

La chiesa fu costruita principalmente nel XIV secolo in stile gotico e fu a lungo chiesa parrocchiale. I lavori di rifinitura dopo la sua erezione continuarono fino all'inizio del XV secolo. Nel 1594 la chiesa fu ricostruita da Adamo II da Hradec e venne ceduta ai gesuiti che la amministrarono fino al 1773, quando l'ordine venne soppresso. Rimase parrocchiale sino a quando, dal 1625, divenne prepositurale per disposizione di papa Urbano VIII. La chiesa venne danneggiata da due grossi incendi, il primo avvenuto nel 1434 al quale seguì un suo ampliamento, il secondo e più grave scoppiato 19 maggio 1801 e che distrusse gran parte del paese e colpì anche la chiesa e la torre campanaria. Le coperture e gli interni furono bruciati, ad eccezione del fonte battesimale in pietra e dei resti di Santa Ippolita. Le campane caddero e si fusero, la volta del coro crollò, due pilastri della navata si incrinarono, e anche gli esterni vennro deturpati. Le piogge che seguirono bagnarono le murature e si ebbero nuovi crolli. Solo nel 1807 la chiesa ebbe una nuova copertura del tetto, di 2 metri più basso del precedente. Altri lavori proseguirono negli anni dal 1808 al 1828. La copertura del campanile fu realizzata in rame nel 1812 e la torre fu abbassata di un piano modificandone significativamente il suo aspetto.

## Descrizione

### Esterni
La chiesa dell'Assunzione di Maria Vergine si trova a Jindřichův Hradec, comune della Boemia Meridionale, Repubblica Ceca. Posta nel centro della città, a nord della piazza e a brevissima distanza dal municipio vecchio, è un importante elemento urbano, che domina il panorama cittadino e il nucleo storico di fronte al castello.

### Interni
La sala della chiesa si compone di tre navate e il presbiterio ha base poligonale. Di particolare importanza è la cappella dedicata alla Santissima Trinità, costruita nel 1506 e coperta a volta tra il 1510 e il 1520. Nella cripta sotto il presbiterio della chiesa riposano i resti dei signori di Hradec e Slavaty.

### Monumento culturale della Repubblica Ceca
La tutela dei monumenti della Repubblica Ceca considera la chiesa dell'Assunzione di Maria Vergine di Jindřichův Hradec un monumento culturale tutelato col numero di catalogo 1000139417.